# Cabrela
Cabrela ist eine Gemeinde (Freguesia) im portugiesischen Kreis Montemor-o-Novo. In ihr leben 509 Einwohner (Stand 19. April 2021).